# Mario Saralegui
Mario Daniel Saralegui Iriarte (Artigas; 24 de abril de 1959) es un exfutbolista y entrenador uruguayo que jugaba como mediocampista. Actualmente dirige al Rampla Juniors Fútbol Club de la Segunda División Profesional de Uruguay.

## Trayectoria
Desempeñó la mayor parte de su carrera en Peñarol, club con el que ganó seis campeonatos uruguayos de primera división, además de la Copa Libertadores 1982 y la Copa Intercontinental 1982. También jugó en equipos de otros países como Elche de España, River y Estudiantes de Argentina, y Barcelona de Ecuador.

## Selección nacional
Su debut oficial fue el 31 de mayo de 1979 contra Brasil (1-5). Jugó un total de 29 partidos internacionales con la Selección uruguaya.
Como seleccionado juvenil ganó el Campeonato Sudamericano Sub-20 de 1977.
Integró el plantel de Uruguay en México 1986.

## Clubes como jugador
| Club        | País      | Año       |
| ----------- | --------- | --------- |
| Peñarol     | Uruguay   | 1977-1984 |
| Elche       | España    | 1985      |
| Peñarol     | Uruguay   | 1985-1986 |
| River Plate | Argentina | 1986-1987 |
| Estudiantes | Argentina | 1987-1988 |
| Peñarol     | Uruguay   | 1988-1989 |
| Barcelona   | Ecuador   | 1990-1991 |
| Emelec      | Ecuador   | 1991-1992 |
| Peñarol     | Uruguay   | 1993      |

## Clubes como entrenador
| Club                            | País    | Año       |
| ------------------------------- | ------- | --------- |
| Artigas                         | Uruguay | 1996      |
| Frontera                        | Uruguay | 1997      |
| Peñarol (juveniles)             | Uruguay | 2000-2001 |
| Wanderers Artigas               | Uruguay | 2002-2003 |
| Artigas                         | Uruguay | 2003      |
| Peñarol (coordinador juveniles) | Uruguay | 2005      |
| Peñarol (tercera)               | Uruguay | 2006      |
| Peñarol                         | Uruguay | 2006      |
| Uruguay Montevideo              | Uruguay | 2006      |
| Progreso                        | Uruguay | 2007-2008 |
| Peñarol                         | Uruguay | 2008-2009 |
| Central Español                 | Uruguay | 2009-2010 |
| El Nacional                     | Ecuador | 2010-2012 |
| Técnico Universitario           | Ecuador | 2012      |
| Juventud                        | Uruguay | 2013      |
| Olmedo                          | Ecuador | 2014      |
| Tacuarembó                      | Uruguay | 2014      |
| Liverpool                       | Uruguay | 2016-2017 |
| Portoviejo                      | Ecuador | 2018      |
| Peñarol                         | Uruguay | 2020      |
| Carlos A. Mannucci              | Perú    | 2022      |
| Cerro Largo                     | Uruguay | 2022      |
| Danubio                         | Uruguay | 2023-2024 |
| Rampla Juniors                  | Uruguay | 2025      |

### Estadísticas
| Club                  | País    | Año       | J   | G   | E  | P   | GF  | GC  | Dif. | Efect. |
| --------------------- | ------- | --------- | --- | --- | -- | --- | --- | --- | ---- | ------ |
| Frontera Rivera Chico | Uruguay | 1997      | 24  | 6   | 3  | 15  | 35  | 56  | -21  | 29%    |
| Wanderers Artigas     | Uruguay | 2002-2003 | 38  | 21  | 11 | 6   | 80  | 37  | +43  | 65%    |
| Peñarol               | Uruguay | 2006      | 9   | 3   | 3  | 3   | 9   | 13  | -4   | 44%    |
| Uruguay Montevideo    | Uruguay | 2006      | 15  | 5   | 6  | 4   | 22  | 22  | +0   | 47%    |
| Progreso              | Uruguay | 2007-2008 | 12  | 6   | 2  | 4   | 20  | 23  | -3   | 56%    |
| Peñarol               | Uruguay | 2008-2009 | 33  | 21  | 7  | 5   | 76  | 35  | +41  | 64%    |
| Central Español       | Uruguay | 2009-2010 | 6   | 1   | 2  | 3   | 10  | 12  | -2   | 28%    |
| El Nacional           | Ecuador | 2010-2012 | 72  | 32  | 15 | 25  | 103 | 87  | +16  | 51%    |
| Técnico Universitario | Ecuador | 2012      | 8   | 1   | 2  | 5   | 7   | 13  | -6   | 21%    |
| Juventud              | Uruguay | 2013      | 15  | 5   | 3  | 7   | 27  | 34  | -7   | 40%    |
| Olmedo                | Ecuador | 2014      | 10  | 0   | 6  | 4   | 7   | 13  | -6   | 20%    |
| Tacuarembó            | Uruguay | 2014      | 6   | 0   | 3  | 3   | 5   | 9   | -4   | 17%    |
| Liverpool             | Uruguay | 2016-2017 | 34  | 13  | 10 | 11  | 35  | 36  | -1   | 48%    |
| Portoviejo            | Ecuador | 2018      | 21  | 11  | 5  | 5   | 28  | 17  | +11  | 60%    |
| Peñarol               | Uruguay | 2020      | 19  | 9   | 5  | 5   | 32  | 21  | +11  | 56%    |
| Carlos A. Mannucci    | Perú    | 2022      | 17  | 5   | 5  | 7   | 16  | 20  | -4   | 39%    |
| Cerro Largo           | Uruguay | 2022      | 12  | 6   | 2  | 4   | 11  | 9   | +2   | 55%    |
| Danubio               | Uruguay | 2023-2024 | 27  | 12  | 7  | 8   | 27  | 23  | +4   | 54%    |
| Total                 |         | 1997-2024 | 378 | 157 | 97 | 124 | 550 | 470 | +70  | 44%    |

## Palmarés como jugador

### Campeonatos nacionales
| Título              | Club    | País    | Año  |
| ------------------- | ------- | ------- | ---- |
| Campeonato Uruguayo | Peñarol | Uruguay | 1978 |
| Campeonato Uruguayo | Peñarol | Uruguay | 1979 |
| Campeonato Uruguayo | Peñarol | Uruguay | 1981 |
| Campeonato Uruguayo | Peñarol | Uruguay | 1982 |
| Campeonato Uruguayo | Peñarol | Uruguay | 1985 |
| Campeonato Uruguayo | Peñarol | Uruguay | 1993 |

### Títulos internacionales
| Título                         | Club (*)           | País      | Año  |
| ------------------------------ | ------------------ | --------- | ---- |
| Campeonato Sudamericano Sub-20 | Selección uruguaya | Venezuela | 1977 |
| Copa Libertadores              | Peñarol            | Chile     | 1982 |
| Copa Intercontinental          | Peñarol            | Japón     | 1982 |
| Copa América                   | Selección Uruguaya | Brasil    | 1983 |
| Copa Libertadores              | River Plate        | Argentina | 1986 |

## Palmarés como entrenador

### Campeonatos nacionales
| Título                | Club              | País    | Año  |
| --------------------- | ----------------- | ------- | ---- |
| Apertura Artiguense   | Wanderers Artigas | Uruguay | 2002 |
| Campeonato Artiguense | Wanderers Artigas | Uruguay | 2002 |
| Liguilla Artiguense   | Wanderers Artigas | Uruguay | 2002 |
| Copa El Pais          | Wanderers Artigas | Uruguay | 2003 |
| Torneo Clausura       | Peñarol           | Uruguay | 2008 |

## Participación política
El 19 de mayo de 2021 asumió temporalmente una banca de diputado por el partido Nacional, en calidad de suplente electo en las Elecciones generales de Uruguay de 2019 por el departamento de Artigas.